# ラフィーク・ハリーリー
ラフィーク・バハーッディーン・アル＝ハリーリー（アラビア語: رفيق بهاء الدين الحريري、ラテン語: Rafic Baha El Deen Al-Hariri、1944年11月1日 - 2005年2月14日）は、レバノンの実業家、政治家。レバノンの首相を二度に渡って務めたが、最後の首相退任の後に暗殺された。サード・ハリーリー第65代首相は次男。

## プロフィール

### 生い立ち
ハリーリーはスンナ派に属するムスリム（イスラム教徒）の子としてサイダ（シドン）で生まれた。首都ベイルートの大学で学んだ後、レバノンを出国してサウジアラビアに移り、教師として働いたのち、当地の土木建設会社で働いた。

### 実業家
その後1971年（1969年とも）に自ら建築会社「シコネスト」を設立、実業家として活動をはじめる。会社は原油価格上昇の影響で空前の建築景気に沸いた1970年代のサウジアラビアで急速に成長し、数年でハリーリーはサウジアラビア建築業界の有力者となった。1978年にはサウジ・オジェ社を設立、事業をアラブ諸国屈指の国際的建設会社に成長させた。1980年代には、『フォーブス』の富豪ランキング100位以内に入る世界有数の資産家になっていた。
サウジで実業家として成功したハリーリーはサウジ政府との関係を強めたとされる一方、レバノン内戦で荒廃した母国の復興事業にも携わった。1979年にはハリーリー基金を設立し、レバノン出身で国内のほかイギリス、フランス、アメリカなどに学ぶ多くの学生に奨学金を支給する事業を始めた。1982年にはオジェ・レバノン社を設立し、内戦で荒廃したベイルート、サイダーなどの都市の復興事業を実施、病院などを建設し、ハリーリーの名を冠した学校を設立した。

### 政界進出
レバノン内戦が終結した1990年、ハリーリーはレバノンへ帰国し、再永住して内戦後の国家再建に参加した。1992年から1998年、2000年から2004年まで二度に渡ってスンナ派の政治家に割り当てられたポストである首相職を務めた。実業家として培った経験を生かして海外からの復興支援資金の獲得などに手腕を発揮した。一度目の首相在任中の1996年に行われた選挙では自らベイルート選挙区から出馬、最多得票で当選して国会議員となった。
ハリーリーは首相として宗派対立を克服してレバノン人の統一を訴え内戦復興に手腕を発揮したことを評価されるが、復興事業に自らの建設会社があたり大きな利益をあげたことは批判の対象となることもある。また反対派は、ハリーリーはサウジアラビアからの回し者であると非難しているが、彼がサウジアラビア王家のサウード家と密接な関係を築いており、サウジ国籍も取得していることは確かな事実である。
2004年、内戦終結以来レバノンに駐留を続けるシリア軍の撤退問題をめぐって、親シリア色の強いエミール・ラフード大統領の任期を3年延長する憲法改正案がシリアからの圧力を受け議会で可決されたことを受けて起こった政局混乱の中で首相を辞任した。

## 暗殺
2005年2月14日、ベイルート市内を通行中のハリーリーを乗せた自動車列が、数百キロの爆薬による爆破テロ攻撃を受け、10人以上の同行者とともに暗殺された。シリア軍撤退問題では、ハリーリーは即時撤退派に立ち、撤退を勧告する国連決議の実現に関わるなどして親シリア派と対立していたとされており、暗殺にはシリアの関与を疑う観測もある。
この事件は、内戦終結以降のシリアによる占領支配に対するレバノン国民の不満を爆発させることとなり、杉の革命と名付けられた全国規模の抗議活動に発展。最終的に政権までも反シリア派へと交代し、同年中にシリア軍は完全撤退した。
2020年8月18日、ハリーリーの暗殺事件を裁くため国連が設置した「レバノン特別法廷」は、イスラム教シーア派組織ヒズボラの構成員1人に被告人不在のまま有罪判決を下した。同じくヒズボラの構成員の他の3被告については証拠不十分で無罪とした。12月11日、特別法廷はテロや殺人の罪で被告に「終身刑5回」の量刑を言い渡した。